# Lithacodia brunnea
Lithacodia brunnea är en fjärilsart som beskrevs av John Henry Leech 1889. Lithacodia brunnea ingår i släktet Lithacodia och familjen nattflyn. Inga underarter finns listade i Catalogue of Life.